# Hatten (Bas-Rhin)
Hatten település Franciaországban, Bas-Rhin megyében. Lakosainak száma 1923 fő (2022. január 1.). Hatten Buhl, Forstfeld, Kesseldorf, Niederrœdern, Oberrœdern, Rittershoffen és Stundwiller községekkel határos.

## Népesség
A település népességének változása:
| Lakosok száma | 1935 | 1925 | 1951 | 1928 | 1919 | 1910 | 1901 | 1904 | 1923 |
|               | 2013 | 2015 | 2016 | 2017 | 2018 | 2019 | 2020 | 2021 | 2022 |